# Eleição municipal de Cametá em 1992
A eleição municipal da cidade de Cametá em 1992 ocorreu no dia 3 de outubro (primeiro turno), com o objetivo de eleger um prefeito, um vice-prefeito e 15 vereadores responsáveis pela administração da cidade, que terá seu início em 1° de janeiro de 1993, e terá seu término em 31 de dezembro de 1996.
O empresário João Francez Medeiros (PMDB) foi eleito Prefeito de Cametá com 12.708 votos (47,93%), derrotando o administrador de empresas Emmanuel José Machado Cunha (PDS), que obteve 7.664 votos (36,01%) e a então deputada estadual Aída Maria Farias da Silva (PT), que obteve 4.259 votos (16,06%). João Medeiros contou com o apoio do então governador Jader Barbalho e do então deputado estadual Waldoli Valente, liderança local que já havia exercido a Prefeitura entre 1983 e 1988 e que voltaria ao cargo em outras oportunidades. Já Emmanuel Cunha era o candidato da situação, sendo apoiado pelo então mandatário Milton Peres e seu irmão, o então deputado federal Gerson Peres.

## Contexto

### Eleição anterior
O engenheiro Milton dos Santos Peres (PDS) foi eleito Prefeito de Cametá com 8.588 votos (41,94%), derrotando o médico Herundino Moreira (PMDB), que obteve 8.340 votos (40,73%). Milton Peres contou com o apoio do então Prefeito Waldoli Valente e de seu irmão Gerson Peres, à época deputado federal.

## Candidatos à prefeitura
| Nº | Prefeito(a)  | Prefeito(a)       | Prefeito(a) | Prefeito(a)                       | Vice-Prefeito(a) | Vice-Prefeito(a) | Vice-Prefeito(a) | Vice-Prefeito(a) | Coligação Partido(s)                                                                       |
| Nº | Candidato(a) | Candidato(a)      | Partido     | Cargos relevantes                 | Candidato(a)     | Candidato(a)     | Candidato(a)     | Partido          | Coligação Partido(s)                                                                       |
| -- | ------------ | ----------------- | ----------- | --------------------------------- | ---------------- | ---------------- | ---------------- | ---------------- | ------------------------------------------------------------------------------------------ |
| 11 |              | Emmanuel Cunha    | PDS         | - Administrador de Empresas       |                  |                  |                  |                  | Coligação Democrática Social Trabalhista - Partido Trabalhista Renovador Brasileiro (PTRB) |
| 13 |              | Aida Maria Farias | PT          | - Deputada Estadual (1991 - 1995) |                  |                  |                  |                  | Sem Coligação - Partido dos Trabalhadores (PT)                                             |
| 15 |              | João Medeiros     | PMDB        | - Empresário                      |                  |                  | Olivaldo Valente | PRN              | Coligação Renovadora Cametaense - Partido Social Trabalhista (PST)                         |

## Resultados

### Prefeito
| Candidato(a)             | Candidato(a)             | Vice                     | 1º Turno 3 de outubro de 1992 | 1º Turno 3 de outubro de 1992 |
| Candidato(a)             | Candidato(a)             | Vice                     | Votação                       | Votação                       |
| Candidato(a)             | Candidato(a)             | Vice                     | Total                         | Percentagem                   |
| ------------------------ | ------------------------ | ------------------------ | ----------------------------- | ----------------------------- |
|                          | João Medeiros (PMDB)     | Olivaldo Valente (PRN)   | 12.708                        | 47,93%                        |
|                          | Emmanuel Cunha (PDS)     |                          | 9.546                         | 36,01%                        |
|                          | Aida Maria Farias (PT)   |                          | 4.259                         | 16,06%                        |
| → Total de votos válidos | → Total de votos válidos | → Total de votos válidos | 26.513                        | 92,48%                        |
| → Votos em branco        | → Votos em branco        | → Votos em branco        | 1.428                         | 4,98%                         |
| → Votos nulos            | → Votos nulos            | → Votos nulos            | 728                           | 2,54%                         |
| Total                    | Total                    | Total                    | 28.669                        | 76,72%                        |
| Abstenções               | Abstenções               | Abstenções               | 8.710                         | 23,28%                        |
| Total de inscritos       | Total de inscritos       | Total de inscritos       | 37.379                        | 100%                          |

### Vereadores Eleitos
Foram eleitos 15 vereadores para a Câmara Municipal de Cametá.

  PMDB: 8
  PDS: 6
  PT: 1

| Candidato(a)                   | Nº    | Votação |
| Candidato(a)                   | Nº    | Total   |
| ------------------------------ | ----- | ------- |
| Manoel Padinha (PMDB)          | 15661 | 631     |
| Nelson Parijós Neto (PDS)      | 11611 | 618     |
| Antônio Luís Aragão (PMDB)     | 15636 | 606     |
| Misael Andrade (PMDB)          | 15621 | 544     |
| Jorge Mocbel (PDS)             | 11615 | 509     |
| Alvim Ferreira da Silva (PMDB) | 15612 | 496     |
| Walter Portilho (PMDB)         | 15692 | 446     |
| Urbano Barata (PMDB)           | 15622 | 438     |
| Dídimo Cordeiro (PMDB)         | 15662 | 422     |
| José Maria Caldas (PMDB)       | 15689 | 421     |
| Fortunato Damasceno (PT)       | 13610 | 328     |
| Osmar Barra (PDS)              | 11617 | 324     |
| Augusto Martins (PDS)          | 11607 | 320     |
| Jafto Rodrigues (PDS)          | 11648 | 305     |
| Benedito Trindade (PDS)        | 11622 | 302     |